# Forbestra aenoeola
Forbestra aenoeola is een vlinder uit de familie Nymphalidae. De wetenschappelijke naam van de soort is voor het eerst geldig gepubliceerd in 1967 door Richard M. Fox.